# سیارک ۱۹۴۷۸
سیارک ۱۹۴۷۸ (به انگلیسی: 19478 Jaimeflores، نامگذاری:1998HY96) نوزده هزار و چهارصد و هفتاد و هشتمین سیارک کشف شده‌است که در ۲۱ آوریل ۱۹۹۸ کشف شد.
قدر مطلق سیارک برابر ۱۱.۲ است.